# Lohrville (Iowa)
Lohrville és una població dels Estats Units a l'estat d'Iowa. Segons el cens del 2000 tenia 431 habitants.

## Demografia
Segons el cens del 2000, Lohrville tenia 431 habitants, 193 habitatges, i 109 famílies. La densitat de població era de 42,5 habitants/km².
Dels 193 habitatges en un 28,5% hi vivien nens de menys de 18 anys, en un 47,2% hi vivien parelles casades, en un 7,3% dones solteres, i en un 43,5% no eren unitats familiars. En el 38,9% dels habitatges hi vivien persones soles el 21,2% de les quals corresponia a persones de 65 anys o més que vivien soles. El nombre mitjà de persones vivint en cada habitatge era de 2,23 i el nombre mitjà de persones que vivien en cada família era de 2,98.
Per edats la població es repartia de la següent manera: un 27,1% tenia menys de 18 anys, un 4,4% entre 18 i 24, un 25,3% entre 25 i 44, un 21,3% de 45 a 60 i un 21,8% 65 anys o més.
L'edat mediana era de 40 anys. Per cada 100 dones de 18 o més anys hi havia 85,8 homes.
La renda mediana per habitatge era de 29.545 $ i la renda mediana per família de 45.208 $. Els homes tenien una renda mediana de 27.308 $ mentre que les dones 19.375 $. La renda per capita de la població era de 15.655 $. Entorn del 9,3% de les famílies i el 12,1% de la població estaven per davall del llindar de pobresa.

## Poblacions més properes
El següent diagrama mostra les poblacions més properes.